# Коллоидная киста

КТ коллоидной кисты размером 1 см

Коллоидная киста — доброкачественная опухоль головного мозга. Она состоит из студенистого материала, содержащегося в мембране эпителиальной ткани. Она почти всегда находится сразу позади отверстия Монро в передней части третьего желудочка головного мозга, берущего начало от крыши желудочка. Из-за своего расположения коллоидная киста может вызывать обструктивную гидроцефалию и повышение внутричерепного давления. Коллоидные кисты составляют 0,5-1,0 % от всех внутричерепных опухолей.
Симптомы могут включать головную боль, головокружение, нарушения памяти, диплопию, нарушения поведения и, в крайних случаях, внезапную смерть. Для этого поражения характерна прерывистость симптомов. Невылеченное давление, вызванное этими кистами, может привести к грыже головного мозга . Симптомы коллоидной кисты были связаны с четырьмя переменными: размером кисты, характеристиками визуализации кисты, размером желудочка и возрастом пациента. Генетическое происхождение коллоидных кист не выяснено, хотя они могут иметь энтодермальное происхождение, что может объяснить муцин-продуцирующий тип реснитчатых клеток. Эти кисты могут быть удалены хирургическим путем.

## Симптомы
У пациентов с коллоидными кистами третьего желудочка появляются симптомы, когда опухоль быстро увеличивается, вызывая обструкцию спинномозговой жидкости, вентрикуломегалию и повышение внутричерепного давления. Однако некоторые кисты увеличиваются медленнее, что позволяет пациенту приспособиться к увеличивающейся массе без нарушения оттока спинномозговой жидкости, и течение болезни остается бессимптомным. В этих случаях, если киста перестает расти, пациент может поддерживать стабильное состояние между выработкой и абсорбцией спинномозговой жидкости и может не нуждаться в нейрохирургическом вмешательстве.

## Диагноз

Это изображение обычного мозга и мозга с коллоидной кистой.

Коллоидные кисты можно диагностировать по представленным симптомам. Требуется дополнительное обследование и дифференцирование. МРТ и КТ часто используются для подтверждения диагноза.

## Уход
Существуют различные варианты лечения, в зависимости от тяжести симптомов и их влияния на самочувствие пациента. Основными вариантами лечения являются наблюдение, краниотомия для микрохирургической резекции, нейроэндоскопическое удаление, стереотаксическое дренирование и отведение спинномозговой жидкости с двусторонним вентрикулоперитонеальным шунтированием.

### Хирургическое удаление
Эндоскоп вводится в мозг через небольшой разрез, а затем продвигается к опухоли в желудочковом отделе. На опухоль воздействуют электрическим током. Внутренняя часть кисты удаляется, а затем стенка кисты. Электрический ток используется для уничтожения оставшихся частей кисты. Весь этот процесс, включая закрытие разреза и удаление эндоскопа, занимает от 45 минут до часа. Пациенты могут покинуть больницу через 1 или 2 дня. Установлено, что качество жизни лучше после эндоскопического иссечения, чем при микрохирургии, при кистах размером менее 18 мм, достигается лучший когнитивный результат. Другое исследование показало, что вентрикуломегалия не может быть противопоказанием для эндоскопического удаления, поскольку это состояние имеет сопоставимую частоту осложнений. В другом исследовании экспериментировали с ретракторной трубкой меньшего размера, 12 мм вместо 16-22 мм. Операция по удалению кисты прошла успешно- ретракторная трубка меньшего размера минимизировала травматизм при резекции.
Нейроэндоскопическая третья вентрикулостомия во время операции может быть использована для предотвращения дальнейшей послеоперационной гидроцефалии. Это устраняет необходимость введения двусторонних шунтов.
Пациенты, у которых была удалена коллоидная киста третьего желудочка, иногда испытывают некоторые трудности с повседневной памятью. Атрофия маммилярных тел у пациентов с хирургическим удалением коллоидных кист указывает на то, что эта атрофия частично связана с потерей проекций височной доли в своде.